# لوسیان مولر
لوسیان مولر (انگلیسی: Lucien Muller؛ زادهٔ ۳ سپتامبر ۱۹۳۴) یک بازیکن فوتبال اهل فرانسه است.
وی همچنین در تیم ملی فوتبال فرانسه بازی کرده‌است.